# LINDBERG XII
『LINDBERG XII』（リンドバーグ・トゥェルブ）は、LINDBERGの12枚目のオリジナル・アルバム。1999年12月16日発売。発売元はテイチクのインペリアルレコードレーベル。

## 解説
2枚のベスト・アルバムを挟んで1年9か月ぶりのオリジナル・アルバム。
前作までの月光恵亮プロデュースから一転、先行シングル「願いがかなうように」を含め初のセルフプロデュースを行い、編曲は前野知常と共同で行った。

## ディスクジャケット
ジャケットはテントウムシの絵であり、タイトル通り、背中にある星の数が12個になっている。

## 批評
CDジャーナルは「渡瀬マキの投げっぱなしボーカルや安定感の増してきた演奏にもいつの間にか貫禄を感じさせる。まさに“Simple is Best”という言葉がピッタリ」と評した。

## 収録曲
| 全作詞: 渡瀬マキ、全編曲: LINDBERG・前野知常。 |                                          |           |          |      |
| #                                              | タイトル                                 | 作詞      | 作曲     | 時間 |
| 1.                                             | 「花」                                   | 渡瀬マキ  | 小柳昌法 | 4:20 |
| 2.                                             | 「君は知らない」                         | 渡瀬マキ  | 平川達也 | 4:56 |
| 3.                                             | 「Anyway you want」                      | 渡瀬マキ  | 川添智久 | 4:09 |
| 4.                                             | 「願いがかなうように」                   | 渡瀬マキ  | 川添智久 | 5:19 |
| 5.                                             | 「自転車に初めて乗れた日」               | 渡瀬マキ  | 平川達也 | 5:58 |
| 6.                                             | 「アタシは磨けば光るダイヤモンドなのに」 | 渡瀬マキ  | 平川達也 | 3:46 |
| 7.                                             | 「Brand new day」                        | 渡瀬マキ  | 平川達也 | 4:57 |
| 8.                                             | 「いちばん大事なもの」                   | 渡瀬マキ  | 川添智久 | 5:29 |
| 9.                                             | 「東京ライフ」                           | 渡瀬マキ  | 小柳昌法 | 4:14 |
| 10.                                            | 「この街で」                             | 渡瀬マキ  | 小柳昌法 | 5:02 |
| 11.                                            | 「青い時計」                             | 渡瀬マキ  | 川添智久 | 5:33 |
| 合計時間:                                      | 合計時間:                                | 合計時間: | 53:43    |      |

### 楽曲解説
1. 花
2. 君は知らない
3. Anyway you want
4. 願いがかなうように
  - 31枚目のシングル曲。TBS系「ワンダフル」内アニメ『イッパツ危機娘』テーマ曲、ダリヤ「サロンドプロ エッセンスカラー」CF曲
5. 自転車に初めて乗れた日
6. アタシは磨けば光るダイヤモンドなのに
7. Brand new day
8. いちばん大事なもの
9. 東京ライフ
10. この街で
11. 青い時計